# Нилоти
Нилоти је заједнички назив за црначке народе и племена који се првенствено баве сточарством, настањени по источноафричким државама Кенија, Уганда, Судан и Танзанија. Нилоти средином 20. века броје око 7.000.000 људи. Они се од својих суседа разликују по својим физичким карактеристикама (могу да нарасту и до 2,10 м, те својом јединственом културом која се одликује великом љубави према стоци. Уз сточарство Нилоти имају и мотичку пољопривреду, те је заступљено и нешто лова, риболова и сакупљања. Номадско сточарство првенствено је изражено међу Нуерима и Динкама. Током кишне сезоне ове две групе Нилота живе у сталним насељима изграђеним на води, где се баве култивисањем земљишта и чувањем стоке у близини села. За време сушног периода живе у сточарским камповима, у близини питких извора воде где постоје могућности испаше стоке, а успут се баве и риболовом. Главне групе Нилота су: Ачоли, Динка, Луо, Масаи, Каленџин, Нуер и Шилук.

## Класификација
Нилоти говоре 52 језика који спадају у јужну групу источносуданских језика нило-сахарске породице. Три главне групе су источни, западни и јужни.
Источни Нилоти
- Бари
- Донготоно
- Доњоро, говоре њангатом
- Каква
- Карамоџонг
- Ланго, у Судану, говоре ланго језик
- Локоја
- Лопид, говоре лопит језик
- Лотуко, говоре отухо
- Масаи
- Мондари, говоре мандари. Племена: Мондари Боронга, Сере, Бори.
- Онгамо, говоре језик нгаса
- Самбуру
- Тесо
- Топота
- Туркана

Западни Нилоти
- Алур
- Ануак
- Атвор, говоре реел. племена: Апак (себе зову Атуот), Луак, Јилек, Роркец, Акот, Куек
- Ачоли
- Беланда Бор
- Бурун
- Дхр Тури, говоре тури
- Динка
- Јопадхола или Будама, говоре адхола
- Јумјум
- Кумам
- Ланго, у Уганди
- Локоро, говоре пари
- Луо
- Мабаан
- Нуер
- Шилук

Јужни Нилоти
- Араманик, Танзанија, 3,000 (2002). звани и „Ндоробо“, „Доробо“.
- Датуга (Татога), Танзанија, 87,798 (2000 WCD). обухватају и Барабаиг, итд.
- Каленџин, Кенија, 2,458,123 (попис 1989). племена: 
  - Кипсигис 471,459 (1980 Heine and Möhlig).
  - Нанди 261,969, (1980 Heine and Möhlig).
  - Покот, 264,000 (1994 I. Larsen BTL).
  - Сабаот, 143,000 (1994 I. Larsen BTL).
  - Туген, 130,249 (1980 Heine and Möhlig).
  - Кеијо, 110,908 (1980 Heine and Möhlig).
  - Ендо, 80,000 (1997 SIL).
- Кисанкаса, Танзанија, 4,670 (1987) звани и „Ндоробо“, „Доробо“.
- Медиак, Танзанија, звани и „Ндоробо“, „Доробо“.
- Мосиро, Танзанија
- Окиек, Кенија и Танзанија, 36,869 (2000). звани и „Ндоробо“
- Омотици, Кенија, 200 или више (2000). звани и „Ндоробо“
- Себеј, говоре језик капсабини. Уганда, 120,000 (1994 UBS).
- Талај, Кенија, 38,091 (2000 WCD).